# 吉爾福德 (印地安納州)
吉爾福德（英語：Guilford）是位於美國印地安納州迪爾伯恩縣的一個非建制地區。該地的面積和人口皆未知。

## 地理
吉爾福德的座標為39°10′05″N 84°54′43″W / 39.16806°N 84.91194°W，而該地的平均海拔高度為152米（即499英尺）。